# Howardena Pindell
Howardena Pindell (Filadelfia, 4 de abril de 1943) es una artista afroamericana estadounidense. Su trabajo explora la textura, el color, las estructuras y el proceso de hacer arte; a menudo es político, aborda las cuestiones de racismo, feminismo, violencia, esclavitud y explotación que se cruzan. Es conocida por su uso de materiales no convencionales en sus pinturas como cuerdas, perfumes, purpurinas y postales. En 1972 fue cofundadora de A.I.R. Gallery, la primera galería de arte, cooperativa, de mujeres artistas de Estados Unidos.

## Biografía
Howardena Pindell nació el 4 de abril de 1943 en Filadelfia, Pensilvania. Sus padres fueron Howard y Mildred (nacida Lewis) Douglas. Pindell se graduó de la Escuela secundaria de Filadelfia para niñas. Desde muy pequeña destacó en las clases de arte figurativo en la Universidad de las Artes de Filadelfia, el Fleisher Art Memorial y la Escuela de Arte Tyler. Se graduó en bellas artes y artes aplicadas en la Universidad de Boston en 1965 y obtuvo su maestría en Bellas Artes en la Universidad de Yale en 1967. También tiene doctorados honorarios de la Facultad de Arte y Diseño de Massachusetts y de la Parsons The New School for Design de Nueva York.
En 1967, Pindell comenzó a trabajar en el Museo de Arte Moderno (MoMA) de la ciudad de Nueva York, en el Departamento de Estampas y Libros Ilustrados. Y continuó trabajando en el MoMA durante 12 años (hasta 1979) en una diversidad de ocupaciones, entre ellas la de asistente de exhibición, asistente curatorial y curadora asociada.
En 1972, Pindell cofundó la A.I.R. Gallery, que fue la primera galería dirigida por artistas para mujeres artistas en Estados Unidos. Eran veinte artistas cofundadoras, entre ellas Nancy Spero, Agnes Denes, Barbara Zucker, Dottie Attie, Judith Bernstein, Harmony Hammond, Maude Boltz, Louise Kramer y otras. En la primera reunión, celebrada el 17 de marzo de 1972, Pindell sugirió llamar a la galería la "Galería Eyre" en referencia a la novela Jane Eyre de Charlotte Brontë. [8] Las artistas decidieron llamar a la galería "A.I.R Gallery", en lugar de "Artistas en residencia". La galería permitió a las artistas mujeres organizar sus propias exposiciones, permitiéndoles la libertad de asumir riesgos con su trabajo de manera comercial algo que las galerías tradicionales no hacían.
A mediados de la década de 1970, comenzó a viajar al extranjero como oradora y profesora invitada. Sus seminarios incluyeron "Arte estadounidense actual y negro americano: una encuesta histórica" en el Colegio de Artes y Oficios de Madras en India en 1975, y "Artistas negros, Estados Unidos de América". en la Academia de Arte en Oslo, Noruega 1976.
En 1977, se convirtió en curadora asociada del departamento de Estampas y libros ilustrados. Continuó pasando sus noches creando sus propias piezas, inspirándose en muchas de las exhibiciones presentadas por el MoMA, especialmente en la colección del museo de túnicas Akan batakari en la exposición Textiles Africanos y Artes Decorativas.
Entre 1995 y 1999 trabajó como profesora visitante en el departamento de arte de la Universidad de Yale. Desde 1979 hasta la actualidad (2018) es profesora de arte en la Universidad de Stony Brook de Nueva York.

## Estilo artístico
Después de graduarse del programa MFA en la Universidad de Yale en 1967, Pindell se mudó a Nueva York, donde comenzó a trabajar con abstracción y colaboración, encontrando inspiración en el trabajo de Nancy Murata, una estudiante de posgrado. En la década de 1970, comenzó a desarrollar un estilo único, basado en el uso de puntos y que recuerda el minimalismo y el puntillismo. A partir del trabajo con puntos, Pindell comenzó a utilizar los círculos de chatarra de papel de roble que resultaron de la producción de sus obras puntillistas. David Bourdon escribe: "Hacia 1974, Pindell desarrolló una forma de puntillismo más tridimensional y más personal, empuñando un punzón para cortar multitudes de discos de confeti, que dispersó con diversos grados de premeditación y aleatoriedad sobre las superficies de sus fotos ".
En 1969, Pindell ganó reconocimiento por su participación en la exposición American Drawing Biennial XXIII en el Museo de Artes y Ciencias de Norfolk, y en 1972, tuvo su primera exposición importante en Spelman College en Atlanta. En 1973, su trabajo con círculos fue aclamado en un programa en el A.I.R. Gallery (Artistas-En-Residencia) en el SoHo donde su estilo se había consolidado en la expresión a través de "pinturas abstractas a gran escala, sin título, no representativas".
Las pinturas en aerosol de principios de la década de 1970, que utilizaban los trozos de papel de los que se habían perforado los agujeros, eran oscuras y humeantes, pero también había una luz brillante. Esta apariencia de luz continuaría a medida que Pindell comenzaba a construir los puntos perforados en el lienzo en realidad, a veces incluso esparcía brillo a través de la superficie, también. Estos lienzos eran ricas fiestas visuales de color y luz.
En estos años, Pindell también describe sentir una gran influencia en su trabajo por parte del Black Power y los movimientos feministas, así como por la exposición a nuevas formas de arte durante su trabajo diario en el MoMA y sus viajes al extranjero (particularmente a África). Se fascinó con el arte africano tradicional (exhibido en el MoMA y en el Museo de Arte de Brooklyn), y comenzó a reflejar las prácticas artísticas africanas de codificación y acumulación en su propio trabajo. El material de estas piezas también informó el trabajo de Pindell: mientras que el arte africano abarca el uso de objetos en esculturas como cuentas, cuernos, conchas, pelo y garras, los collages de Pindell comenzaron a incorporar elementos adicionales, como papel, brillo, acrílico y tinte.
En 1973, Pindell comenzó a trabajar en su serie "Dibujos en video". Por consejo de su médico, Pindell compró un televisor para su estudio para alentarla a que trabajara largas horas en su trabajo de puntos. Se interesó en la luz artificial de su monitor de televisión y comenzó a escribir números pequeños en acetato, que pegó a la pantalla de televisión. Luego fotografió sus dibujos colocados sobre el monitor. Estos experimentos llevan a una larga serie de trabajos que presentan sus dibujos sobre eventos deportivos y transmisiones de noticias, incluidas las elecciones televisadas.
En 1979, Pindell tuvo un accidente automovilístico traumático, por el que sufrió una pérdida grave de memoria. Fue en este punto que su trabajo se volvió mucho más autobiográfico, en parte como un esfuerzo por ayudarse a sanar. En su pintura Autobiografía, que era parte de una serie de ocho pinturas sobre su recuperación, usó su propio cuerpo como punto focal. Para esta pieza, cortó y cosió un contorno trazado de sí misma sobre una gran pieza de lienzo como parte de un complejo collage. También comenzó a coleccionar postales de amigos y de sus propios viajes de trabajo. A menudo cortaba las postales en tiras angulares y las pegaba aproximadamente a una pulgada, dejando espacio para pintar entre las tiras. La repetición de formas creaba una sensación vibrante y fracturada. Sin embargo, su razón para usar tarjetas postales fue para despertar su memoria que se vio afectada en el accidente automovilístico.
A lo largo de la década de 1980, continuó trabajando con expresiones de identidad a través de su pintura, en particular en su propia negociación de identidades múltiples, ya que afirma una herencia que combina las raíces africana, europea, seminole, centroamericana y afrocaribeña, junto con su posición. Como étnicamente judía, criada cristiana. Durante este tiempo, sus artículos también se volvieron cada vez más políticos, abordando los problemas de las mujeres, el racismo, el abuso infantil, la esclavitud y el SIDA. Según Pindell, entre los críticos de este nuevo trabajo, "hubo una nostalgia por mi trabajo no relacionado con el tema de los años 70".
En 1980 hizo un video llamado Free, White y 21, en el que aparece con una peluca rubia, gafas oscuras y una media pálida sobre su cabeza como una caricatura de una mujer blanca, que habla de casos de racismo que ha experimentado. a lo largo de su vida. Pronto comenzó a dedicar un enfoque particular al racismo en el mundo del arte, un tema en el que ha publicado múltiples escritos. En 1980, abordó abiertamente lo que consideraba la presencia persistente de racismo incluso dentro del movimiento feminista, organizando un trabajo en A.I.R. Gallery titulado La dialéctica del aislamiento: una exposición de mujeres artistas de Estados Unidos del tercer mundo. Posteriormente tras considerar que a menudo había sido seleccionada para exhibirla como un token black entre un grupo de otras artistas, ella y Carolyn Martin cofundaron un colectivo de mujeres negras intergeneracional llamado "Entitled: Black Women Artists" que desde entonces ha crecido hasta convertirse en un grupo internacional, probablemente gracias a los constantes viajes y conferencias de Pindell. A lo largo de los años, ha visitado los cinco continentes y ha vivido en Japón, Suecia y la India durante períodos de tiempo, al mismo tiempo que produce nuevos trabajos y da conferencias / escritos sobre el racismo y la comunidad artística.
En la década de 1980, Pindell también comenzó a trabajar en lienzos sin estirar. Algunas obras a gran escala tienen el mismo efecto de verse totalmente blancas desde la distancia, pero en realidad están formadas por diminutos puntos de papel de color, lentejuelas y pintura. Pindell comparó esta experiencia de ver sus pinturas con el blanqueo de su propia identidad para hacerla más apetecible para el mundo del arte. Sin embargo, también recibió críticas porque este trabajo no fue abiertamente político en apariencia. En este momento, ella también comenzó a combinar las ideas de los dibujos en video y los trabajos de perforación; comenzó a añadir números a cada uno de los perforadores individuales y los organizó en filas extremadamente ordenadas.
En la década de 1990, Pindell exhibió una serie de obras conmemorativas además de una secuencia de pinturas de "palabras", en las que su cuerpo en silueta está superpuesto con palabras como "comercio de esclavos" (esto no es diferente de un trabajo anterior sobre Sudáfrica que cuenta con un lienzo recortado rudamente cosido nuevamente y la palabra "INTERROGACIÓN" colocada en la parte superior).

## Obra
- Libre, blanca y 21 (vídeo, 1980)
- El corazón de la pregunta (ensayo, 1997)

## Colecciones
- Brooklyn Museum
- Corcoran Gallery of Art, Washington D. C.
- Everson Museum of Art, Syracuse, Nueva York
- Fogg Art Museum, Harvard University, Cambridge, Massachusetts
- Heckscher Museum of Art, Huntington, Nueva York
- Henie-Onstad Kunstsenter, Høvikodden, Noruega
- High Museum of Art, Atlanta
- Louisiana Museum of Modern Art, Copenhague
- Metropolitan Museum of Art, Nueva York
- Mint Museum of Art, Charlotte, Carolina del Norte
- Museum of Contemporary Art, Chicago
- Museum of Fine Arts, Houston
- Museum of Modern Art, Nueva York
- National Academy Museum, Nueva York
- National Gallery of Art, Washington D. C.
- Museo de Arte de Newark, Nueva Jersey
- Pennsylvania Academy of the Fine Arts, Filadelfia
- Philadelphia Museum of Art
- Roy R. Neuberger Museum of Art, Purchase College, State University of New York
- Smithsonian Museum of American Art, Washington D. C.
- The Studio Museum in Harlem, Nueva York
- Virginia Museum of Fine Arts, Richmond
- Wadsworth Atheneum, Hartford
- Walker Art Center, Mineápolis
- Whitney Museum of American Art, Nueva York
- Yale University Art Gallery, New Haven, Connecticut
- Zimmerli Art Museum, Rutgers, The State University of New Jersey, New Brunswick